# Kid Icarus
Kid Icarus (в Японии также известная, как Hikari Shinwa: Palutena no Kagami (яп. 光神話 パルテナの鏡, букв. «Мифология света: зеркало Палутены») — компьютерная игра в жанрах action и платформер, впервые выпущенная на приставках Famicom Disk System в Японии (декабрь 1986 года) и Nintendo Entertainment System в Европе (февраль 1987) и Северной Америке (июль 1987). Позже была повторно выпущена для Game Boy Advance в 2004 году, для Wii Virtual Console в 2007, а в 2011 — для Nintendo 3DS в составе 3D Classics.
Продолжение игры было выпущено для Game Boy в 1991 году, а третья часть серии — в марте 2012 года для портативной приставки Nintendo 3DS.

## Сюжет
Сюжет игры вращается вокруг похода главного героя игры, Пита, за тремя священными сокровищами, которые он должен использовать для того, чтобы спасти похожий на мифы Древней Греции мир Angel Land и его правительницу, богиню Палутену. Игрок управляет Питом, прыгая по платформам, сражаясь с монстрами и собирая предметы. Задачей игрока является достичь конца уровней и победить боссов, которые охраняют три сокровища. Игра была разработана отделом Research and Development 1 компании Nintendo. Дизайнерами игры были Тору Осава и Ёcио Сакамото, руководство осуществлял Сатору Окада, а продюсером был Гумпэй Ёкои.

## Оценки
Несмотря на неоднозначные оценки критиков, Kid Icarus многими обозревателями была названа культовой классикой в своём жанре. Всего к концу 2003 года было продано 1,76 миллиона копий игры. Обозреватели высоко оценили музыкальное оформление игры и сочетание элементов различных жанров компьютерных игры, однако критически отозвались о графике и высокой сложности игры. Игра была включена в несколько списков лучших игр, составлявшихся IGN и Nintendo Power.

## Продолжения
После выпуска продолжения игры Kid Icarus: Of Myths and Monsters на платформе Game Boy в 1991 году новые игры серии не выпускались в течение 20 лет. Серия была возвращена к жизни выпуском трёхмерного шутера для Nintendo 3DS под названием Kid Icarus: Uprising. До этого Пит был включён в качестве игрового персонажа в Super Smash Bros. Brawl.
В мае 2011 года независимая студия разработки Flip Industries выпустила Super Kid Icarus, неофициальную фанатскую игру в стиле SNES.